# آدم جي
آدم جي (بالإنجليزية: Adam Gee)‏ هو لاعب غولف بريطاني، ولد في 22 أكتوبر 1980 في كارشالتون في المملكة المتحدة.

## وصلات خارجية
- آدم جي على موقع رابطة أوروبا للاعبي الغولف المحترفين (الإنجليزية)
- آدم جي على موقع التصنيف العالمي الرسمي للغولف (الإنجليزية)